# Petrica Novosel-Žic
Petrica Novosel-Žic, née à Draga Bašćanska le 13 mai 1931 et morte à Zagreb le 16 janvier 2021 est une géographe croate. Première docteure en géographie en Croatie, elle est connue pour ses travaux sur l'île de Krk, dont elle est originaire, qu'elle étudie sur tous ses aspects géographiques, avec une attention particulière sur le tourisme dont elle est spécialiste. À la tête du département de cartographie de l'université de Zagreb, elle publie de nombreux articles sur des cartographes du 17e et 18e siècle, dont celle de 1673 de Stjepan Glavač (hr) auteur de la première carte complète de la Croatie.

## Biographie

### Formation
Petrica Novosel-Žic naît le 13 mai 1931 à Draga Bašćanska sur l'île de Krk. Son cursus scolaire se fait d'île en île, école primaire à Rab et à Punat, école secondaire à Krk et Novi Vinodolski puis l'école normale de Rijeka. Durant toute sa jeunesse elle écrit de nombreuses chansons.
Une fois son diplôme d'enseignante obtenu en 1951, elle enseigne jusqu'en 1954 à Gorski Kotar. Elle est diplômée en 1959 du département de géographie de la Faculté des sciences de l'université de Zagreb. Elle passe ensuite sa maîtrise en 1970 et son doctorat en 1978, dédié à son île natale Krk, devenant ainsi la première femme docteure en géographie en Croatie.
Elle est décrite par ses collègues comme d'une personnalité discrète et calme, passionnée par son île natale, aimée de son public étudiant pour sa proximité avec lui et par ses collègues pour son soutien constant à leur égard.

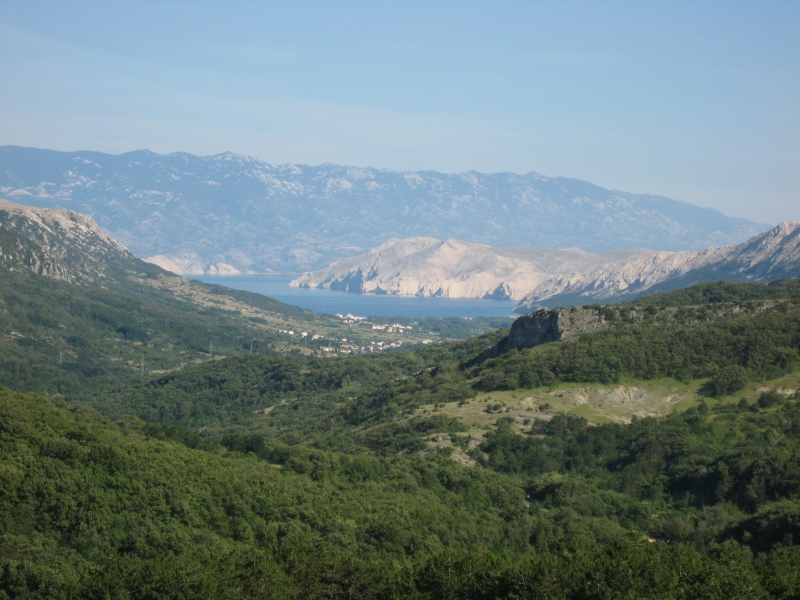
Vue générale de Draga Bašćanska.

### Carrière
En tant que boursière de l'OCDE, elle passe six mois en 1970 à l'École polytechnique fédérale de Zurich, où elle étudie les migrations des travailleurs de l'ex-Yougoslavie. Une fois son doctorat obtenu, elle fait toute sa carrière au département de géographie de l'université de Zagreb où elle est notamment à la tête du département de géographie, gérant la collection cartographique pendant plus de 20 ans. Grâce à un échange entre universités, elle part en URSS pour y donner des conférences sur la problématique du tourisme.
Petrica Novosel-Žic est membre du comité de rédaction de nombreuses revues scientifiques comme Radovi Geografskog odsjeka (Documents du Département de géographie), aujourd'hui Acta Geographica Croatica ou du Bilten Savjeta za daljinska istraživanja (Bulletin du Conseil de recherches à distance) de l'Académie croate des sciences et des arts.

### Fin de vie
Elle prend sa retraite en 2000 mais reste active dans la communauté des géographes. Elle meurt en 2021 et est enterrée à Punat.

## Travaux

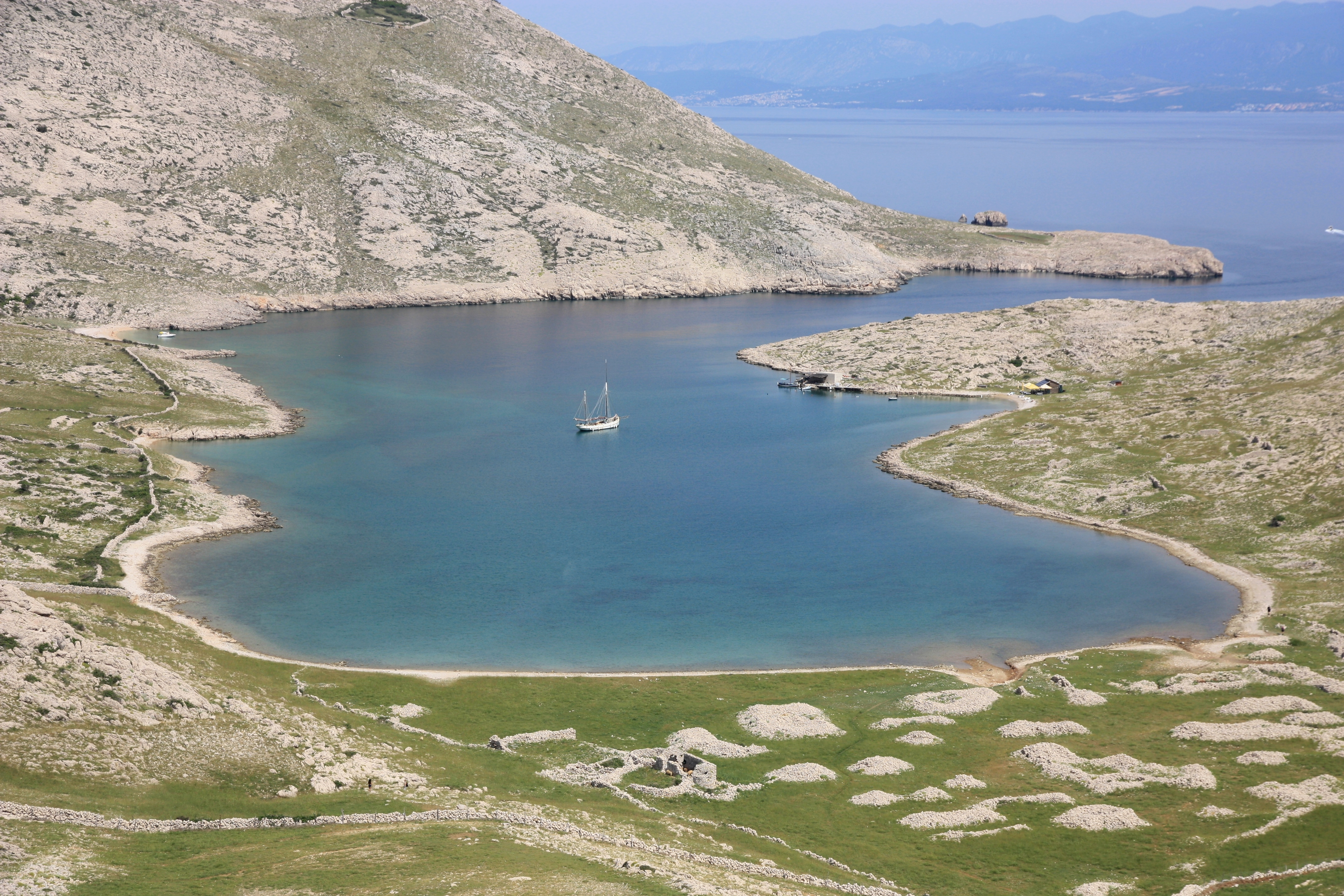
Mala Luka, dans la réserve ornithologique de Glavine, dans l'île Krk.

Petrica Novosel-Žic est connue pour ses travaux sur les facteurs géographiques, sociaux et politiques qui ont façonné l'île de Krk, issus de sa thèse.
Elle rédige un dépliant touristique de référence sur l'île. Durant toute sa carrière, elle étudie méticuleusement son île natale.
De par son poste au sein de la collection cartographique, elle travaille sur plusieurs cartographes croates des 16e et 17e siècles, notamment Stjepan Glavač (hr), prête jésuite auteur de la première carte complète de la Croatie en 1673,. Cette carte est également importante en raison de la présentation du pays hors de l'influence turque et pour la mobilisation pour la première fois de la mile croate. Fervente militante de la cartographie, elle se mobilise régulièrement pour montrer son importance dans la formation des géographes.

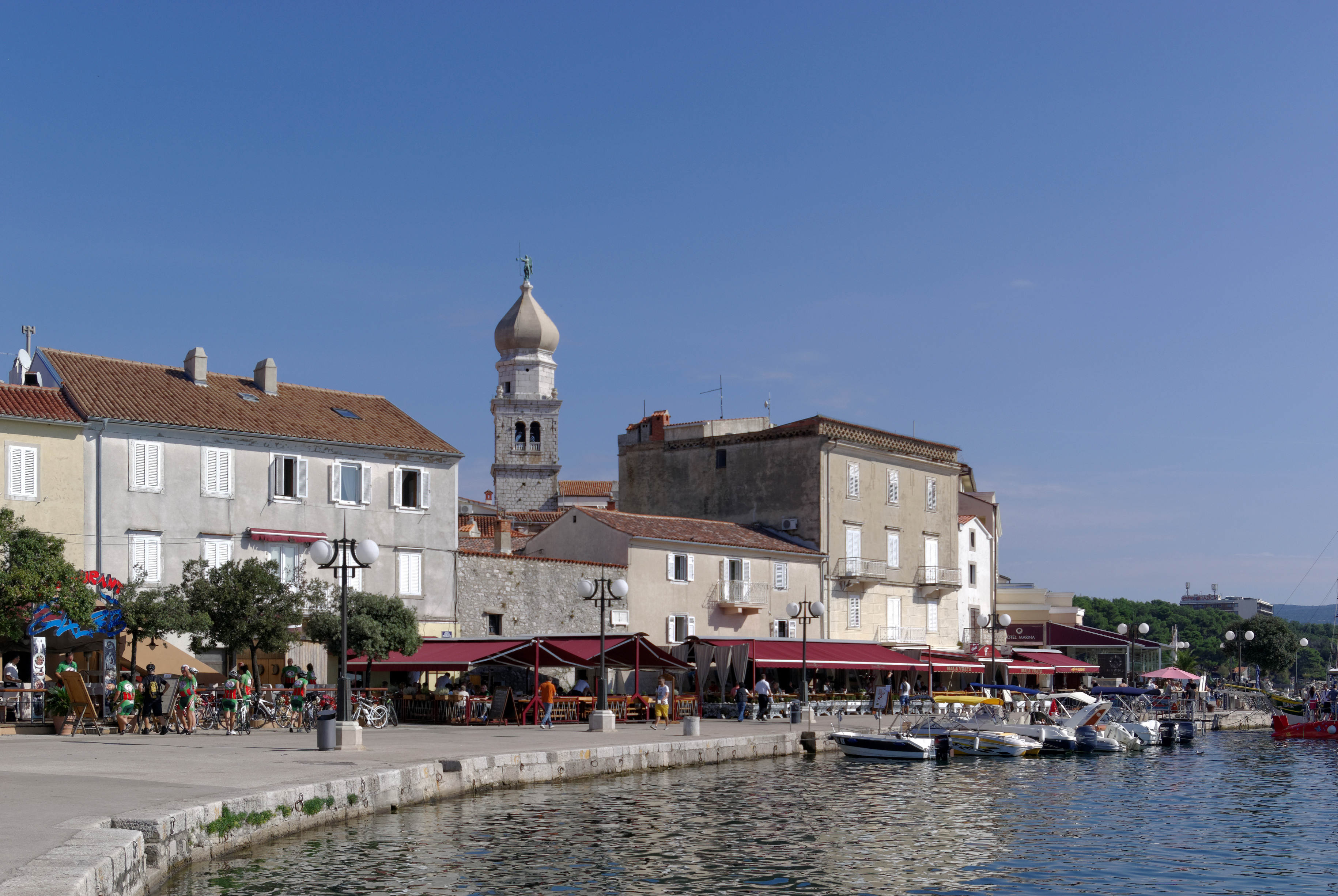
Ville de Krk.

Elle collabore à plusieurs projets scientifiques sur les travailleurs yougoslaves à l'étranger, l'urbanisme ainsi que sur le secteur du tourisme et des loisirs en Croatie.
Dans le contexte régional de la Croatie, elle écrit sur l'ancienne URSS mais aussi sur l'Inde.
Elle publie de nombreuses critiques de cartes et d'atlas dans les revues Geografski glasnik, Geographical Papers ou Acta Geographica Croatica.

## Engagement
Petrica Novosel-Žic occupe plusieurs postes importants au sein de la Société géographique de Zagreb avant d'en devenir la présidente. Elle est secrétaire de la Société géographique de Croatie, secrétaire adjointe de l'Association des sociétés géographiques de Yougoslavie, membre du conseil d'administration de l'Association des sociétés géographiques de Croatie et membre de la Société géographique croate.

## Distinction
- Mentionnée dans l'édition 1982 de The World Who's Who of Women[1].

## Publications
Petrica Novosel-Žic est l'autrice d'une cinquantaine de publications dont :

### Ouvrages
(hr) Petrica Novosel-Žic, Otok Krk : od trajekta do mosta : (socijalno-geografska transformacija) [« L'île de Krk du ferry au pont »], Krčki zbornik, 1987 (ISBN 86-80209-02-3 et 978-86-80209-02-9, OCLC 441899678, lire en ligne)
(hr) Petrica Novosel-Žic, Indija: potkontinent najvećeg kontinenta [« L'Inde : le sous-continent du plus grand continent »], 1970

### Articles
- (hr) Petrica Novosel-Žic, « Problem početnog meridijana i naše geografske karte » [« Le problème du premier méridien et notre carte géographique »], Geografski horizont, no 37,‎ 1990, p. 2-9
- (hr) Petrica Novosel-Žic, « O nekim kriterijima izdvajanja turističkih naselja otoka Krka » [« À propos de certains critères de distinction des établissements touristiques sur l'île de Krk »], Croatian Geographical Society,‎ 1986
- (hr) Petrica Novosel-Žic, « O razvoju geografije i kratografije » [« Sur le développement de la géographie et de la cartographie »], Croatian Geographical Society,‎ 1987
- (hr) Petrica Novosel-Žic, « Central Places of the Island of Krk », Acta Geographica Croatica, vol. 21., no 1.,‎ 1er octobre 1986, p. 29–35 (ISSN 1330-0466 et 1848-834X, lire en ligne, consulté le 9 août 2022)
- (hr) Petrica Novosel-Žic, « THE ANALYSIS OF GEOGRAPHICAL CONTENT OF THE MAP BY STJEPAN GLAVAČ », Radovi Zavoda za znanstveni rad Varaždin, nos 10-11,‎ 5 décembre 1998, p. 389–408 (ISSN 0352-9509 et 1848-7890, lire en ligne, consulté le 9 août 2022)
- (hr) Petrica Novosel-Žic, « Demografski razvoj Punta u 20. stoljeću », Acta Geographica Croatica, vol. 29., no 1.,‎ 1er décembre 1994, p. 111–121 (ISSN 1330-0466 et 1848-834X, lire en ligne, consulté le 9 août 2022)
- (hr) Petrica Novosel-Žic, « Demographic dynamics of Punat in 20th century », Acta Geographica Croatica, vol. 29., no 1.,‎ 1er décembre 1994, p. 111–121 (ISSN 1330-0466 et 1848-834X, lire en ligne, consulté le 9 août 2022)
- (hr) Petrica Novosel-Žic, « ANALIZA GEOGRAFSKOG SADRŽAJA GLAVAĆEVE KARTE », Radovi Zavoda za znanstveni rad Varaždin, nos 10-11,‎ 5 décembre 1998, p. 389–408 (ISSN 0352-9509 et 1848-7890, lire en ligne, consulté le 9 août 2022)
- (hr) Petrica Novosel-Žic, « Neki pokazatelji centralomjesne organizacije otoka Krka », Acta Geographica Croatica, vol. 21., no 1.,‎ 1er octobre 1986, p. 29–35 (ISSN 1330-0466 et 1848-834X, lire en ligne, consulté le 9 août 2022)